# إسفغنون ترولي
إسفغنون ترولي (الاسم العلمي:Sphagnum trollii) هو نوع من النباتات يتبع جنس الإسفغنون من الفصيلة الإسفغنونية.